# 书房中的圣热罗尼莫 (1514年)
《书房中的圣热罗尼莫》（德語：  Der heilige Hieronymus im Gehäus) 是德国文艺复兴艺术家阿尔布雷希特·丢勒创作于1514年的一幅铜版画。画中圣热罗尼莫坐在书桌后面全神贯注工作。桌子的一角有一个十字架。他头部的一条假想线穿过十字架会到达窗台上的头骨，仿佛对比死亡和复活。前景中是狮子和熟睡的狗，在1260年左右的圣徒传记《黄金传说 》的圣热罗尼莫故事中提到了这两种动物。
椽子上挂着葫芦，用来纪念热罗尼莫的勇气，在面对一场语文学争论时，圣奥古斯丁提出采用希腊语而不是拉丁语来命名在约拿书中只出现过一次的速生植物（希伯来语： קיקיון ，qiyqayown) 。